# 醉翁榆
醉翁榆（学名：Ulmus gaussenii）为榆科榆属的植物，为中国的特有植物。分布于中国大陆的安徽、南京等地，生长于海拔70米的地区，一般生于溪边和石灰岩山麓，目前尚未由人工引种栽培。

## 别名
毛榆（东北林学院学报）